# Vojne in oboroženi spopadi Rusije
Şeznam vojn in oboroženih spopadov, v katerih so bile udeležene Rusija in njene predhodnice, je urejen kronološko od 9. do 21. stoletja. 
Ruska vojska in vojske njenih predhodnic so sodelovale v številnih vojnah in oboroženih spopadih v različnih delih sveta, začenši z vojskami kneževin, ki so se zoperstavljale vpadom nomadov in širile ozemlje Kijevske Rusije. Po razpadu Kijevske Rusije je nastala Moskovska kneževina in za njo centralizirane ruske države s središčem v Moskvi in nato v Sankt Peterburgu, ki so od 15. do 20. stoletja znatno razširile svoje ozemlje v vzhodni Evropi, na Kavkazu, v Povolžju, Sibiriji, Srednji Aziji in na Daljnem vzhodu. 
Na seznamu so: 
- zunanje vojne
- tuje intervencije in notranji konflikti
- protikolonialne vstaje ljudstev, osvojenih med rusko ekspanzijo
- spopadi kneževin
- kmečki upori
- revolucije

Legenda izidov: 
      zmaga
      poraz
      drugačen izid, na primer sklenitev mirovnega sporazuma brez pravega zmagovalca,  status quo ante bellum ter neodločen ali neznan izid
      konflikti, ki še trajajo

## Kijevska Rusija
| Datum       | Konflikt                                         | Lokacija       | Rusija in njeni zavezniki | Nasprotnik(i)                                                                                  | Izid |
| ----------- | ------------------------------------------------ | -------------- | --- | ---------------------------------------------------------------------------------------------- | --- |
| 830. leta   | Odprava Rusov v Paflagonijo                      | Paflagonija    | Ruski kaganat | Bizantinsko cesarstvo                                                                          | Zmaga; verodostojnost konflikta je vprašljiva                                                            |
| 860         | Obleganje Konstantinopla (860)                   | Konstantinopel | Ruski kaganat | Bizantinsko cesarstvo                                                                          | Zmaga; verodostojnost konflikta je vprašljiva                                                            |
| 907         | Rusko-bizantinska vojna (907)                    |                | Kijevska Rusija | Bizantinsko cesarstvo                                                                          | Zmaga |
| 920–1036    | Ruski pohodi proti Pečenegom                     |                | Kijevska Rusija | Pečenegi                                                                                       | Različni izidi, nazadnje zmaga                                                                           |
| 941         | Rusko-bizantinska vojna (941)                    |                | Kijevska Rusija | Bizantinsko cesarstvo                                                                          | Poraz |
| 944/945     | Rusko-bizantinska vojna (944/945)                |                | Kijevska Rusija | Bizantinsko cesarstvo                                                                          | Zmaga |
| 964–965     | Svjatoslavov pohod proti Hazarom                 |                | Kijevska Rusija | Hazarski kaganat                                                                               | Zmaga - uničenje Hazarskega kaganata                                                                     |
| 967/968–971 | Svjatoslavov pohod na Bolgarijo                  |                | Kijevska Rusija | Bizantinsko cesarstvo                                                                          | Poraz |
| 981         | Pohod Vladimirja Velikega na Červenska mesta     |                | Kijevska Rusija | Vojvodina Poljska                                                                              | Zmaga |
| 985         | Pohod Vladimirja velikega proti Volški Bolgariji |                | Kijevska Rusija | Volška Bolgarija                                                                               | Vojaška zmaga, zatem sporazum                                                                            |
| 987         | Rusko-bizantinska vojna (987)                    |                | Kijevska Rusija | Bizantinsko cesarstvo                                                                          | Vojaška zmaga in sporazum - Vladimirjev krst in pokristjanjevanje Kijevske Rusije                        |
| 1022        | Napad Jaroslava Modrega na Brest                 |                | Kijevska Rusija | Vojvodina Poljska                                                                              | Poraz |
| 1024        | Rusko-bizantinska vojna (1024)                   |                | Kijevska Rusija | Bizantinsko cesarstvo                                                                          | Poraz |
| 1030        | Pohod Jaroslava Modrega proti Čudom              |                | Kijevska Rusija | Čudi                                                                                           | Zmaga - estonska plemena začnejo plačevati davek Rusiji                                                  |
| 1030–1031   | Pohod Jaroslava Modrega proti Červenskim mestom  |                | Kijevska Rusija | Vojvodina Poljska                                                                              | Zmaga |
| 1042–1228   | Finsko-novgorodske vojne                         |                | Kijevska Rusija (do 1136) - Novgorodska republika | Baltsko-finska ljudstva iz Finoskandije (Jemi)                                                 | Različni izidi, večinoma zmage - vojne prispevajo k švedski zasedbi zahodne Finske okoli leta 1249       |
| 1043        | Rusko-bizantinska vojna (1043)                   |                | Kijevska Rusija | Bizantinsko cesarstvo                                                                          | Poraz |
| 1055–1223   | Ruski pohodi proti Kumanom                       |                | Kijevska Rusija | Kumani                                                                                         | Različni izidi, večinoma zmage                                                                           |
| 1061        | Sosolski pohod proti Pskovu                      |                | Kijevska Rusija | Sosoli                                                                                         | Poraz - Jaroslavova osvojitev Estonije je izgubljena                                                     |
| 1132–1445   | Švedsko-novgorodske vojne                        |                | Kijevska Rusija (do 1136) - Novgorodska republika | Kraljevina Švedska Kraljevina Norveška (od 1319)                                               | Zastoj po epidemiji črne smrti                                                                           |
| 1147        | Napad Boleslava IV. Kodravega na Stare Pruse     |                | Boleslav IV. KodraviKijevska Rusija | Stari Prusi                                                                                    | Zmaga |
| 1203–1234   | Pohodi ruskih knezov proti Redu meča             |                | Kijevska Rusija - Vladimiro-Suzdalska kneževina - Kneževina Polock - Kneževina Smolensk Novgorodska republika Velika litovska kneževina - baltska ljudstva - baltsko-finska ljudstva                           | Livonski bratje meča - Baltski Germani                                                         | Poraz - križarji zasedejo baltske države do meje med Kjevsko Rusijo in Litvo                             |
| 1223–1240   | Mongolska invazija na Kijevsko Rusijo            |                | * Vladimiro-Suzdalska kneževina Kneževina Kijev Galicija-Volinija Novgorodska republika Kneževina Smolensk Kneževina Turov in Pinsk Kneževina Rostov Kneževina Černigov Kneževina Rjazan Kneževina Perejaslavl | Mongolsko cesarstvo                                                                            | Odločilen poraz - kneževine Kijevske Rusije postanejo vazali Mongolskega cesarstva                       |
| 1240–1242   | Livonski pohod proti Rusiji                      |                | Kijevska Rusija - Vladimiro-Suzdalska kneževina - Pskovska republika Novgorodska republika | Tevtonski viteški red - Livonski red Kraljevina Švedska Kraljevina Danska - Vojvodina Estonija | Zmaga - poraz Germanov - mir, sklenjen s knezom Aleksandrom Nevskim - opustitev zahtev po severni Rusiji |
| 1268        | Rakovorska bitka (1268)                          |                | Novgorodska republika Vladimiro-Suzdalska kneževina Pskovska republika | Kraljevina Danska - Vojvodina Estonija Tevtonski viteški red - Livonski red                    | Obe strani razglasita zmago                                                                              |